# Неприводимое риманово многообразие
Неприводимое риманово многообразие — риманово многообразие {\displaystyle M}, у которого группа голономии неприводима, т. е. не имеет нетривиальных инвариантных подпространств.
Риманово пространство с приводимой группой голономии называется приводимым. 

## Свойства
- теорема де Рама: Полное односвязное риманово многообразие разлагается в прямое произведение неприводимых римановых пространств. 
  - Более точно, любое полное односвязное риманово многообразие изометрично прямому произведению {\displaystyle \mathbb {R} ^{n}\times M_{1}\times \dots \times M_{k}} евклидова пространства {\displaystyle \mathbb {R} ^{n}} и полных односвязных неприводимых римановых многообразий положительной размерности {\displaystyle M_{i}}, причём такое разложение единственно с точностью до порядка сомножителей.